# Libertas Brindisi 1949-1950
La Libertas Brindisi 1949-1950, prende parte al campionato italiano di Serie C, girone di qualificazione pugliese B a 4 squadre. Chiude il girone al quarto posto con 1V 0N 5P, 179 punti segnati e 252 subiti.

## Storia
Si iscrive al campionato regionale di Serie C all'ultimo momento, il colore della maglia è azzurra, della formazione dell'anno precedente rimane il solo Rodolfo detto "Foffo" dei Fratelli Trabacca, lasciano la Libertas anche Micich, Varisco e Caprarulo. Umberto Nadovezza (il pivot) è anche il miglior marcatore della squadra con 43 p. in 6 partite seguito da Foffo Trabacca con 42 p.

## Roster
| Libertas Brindisi 1949/1950 | Libertas Brindisi 1949/1950 |
| Giocatori                   | Staff tecnico               |
| --------------------------- | --------------------------- |

| N. | Naz.              | Ruolo | Nome              | Anno | Alt. | Peso |  |
| -- | ----------------- | ----- | ----------------- | ---- | ---- | ---- |  |
|    | Italia (bandiera) | C     | Umberto Nadovezza |      |      |      |  |
|    | Italia (bandiera) | G     | Rodolfo Trabacca  |      |      |      |  |
|    | Italia (bandiera) |       | Corbella          |      |      |      |  |
|    | Italia (bandiera) |       | Sierra            |      |      |      |  |
|    | Italia (bandiera) |       | Orazio Farinola   |      |      |      |  |
|    | Italia (bandiera) |       | Doymi             |      |      |      |  |
|    | Italia (bandiera) |       | Osvaldo Aiello    |      |      |      |  |
|    | Italia (bandiera) |       | Sardelli          |      |      |      |  |
|    | Italia (bandiera) |       | Superina          |      |      |      |  |

| Allenatore             |
| - Carbone              |
| Assistente/i           |
| Legenda - (C) Capitano |

## Risultati
| Arbitro: | Evangelista (Bari) |

|            |       |                            |
| Sardelli 8 | Punti | Di Serio 16, Pignatelli 11 |

| Arbitro: | Garzone (Bari) |

|                                      |       |                                      |
| Alba N. 14, Alba L. 14, Gentile A. 9 | Punti | Trabacca 16, Sardelli 8, Nadovezza 5 |

| Arbitro: | Cippone (Bari) |

|                                     |       |                                      |
| Trabacca 9, Sardelli 8, Nadovezza 7 | Punti | Sammarco 11, Bortone 8, Sarcinella 8 |

| Arbitro: | Garzone (Bari) |

|                                      |       |                                     |
| Di Serio 21, Tamborrino 9, Giraldi 9 | Punti | Trabacca 7, Sardelli 6, Nadovezza 5 |

| Arbitro: | Tomasino (Bari) |

|                                     |       |                       |
| Corbella 12, Sierra 10, Nadovezza 8 | Punti | Alba L. 10, Alba N. 8 |

| Arbitro: | Sforza (Bari) |

|                                      |       |                                      |
| Sarcinella 14, Bertone 13, Maggio 10 | Punti | Nadovezza 18, Trabacca 6, Corbella 5 |